# Ordynariat dla wiernych obrządków wschodnich w Brazylii
Ordynariat dla wiernych obrządku wschodniego – administratura apostolska Kościoła katolickiego w Brazylii podległa bezpośrednio Rzymowi. Został erygowany w 1951 roku. W 1962 wyłączono z niego wiernych obrządku bizantyjsko-ukraińskiego, tworząc eparchię św. Jana Chrzciciela w Kurytybie. W 1971 własne struktury uzyskali też maronici (Eparchia Matki Boskiej Libańskiej w São Paulo) i melchici (Eparchia Nossa Senhora do Paraíso em São Paulo). Obecnie podlegają pod niego wierni obrządków: włosko-albańskiego, syryjskiego i rosyjskiego.

## Ordynariusze
- Jaime de Barros Câmara (1951–1971)
- Eugênio de Araújo Sales (1972–2001)
- Eusébio Scheid (2001–2010)
- Walmor Oliveira de Azevedo (od 2010)